# Масляна флотація
Масляна флотація — різновид флотації.
Полягає у вибірковому прилипанні гідрофобних частинок до крапель масла, які подають у пульпу. Комплекси мінерал-масло, що при цьому утворюються, спливають на поверхню пульпи, оскільки густина цих комплексів менша густини води. На поверхні пульпи ці комплекси утворюють шар масляного продукту. Не змочувані маслами частинки залишаються у пульпі у завислому стані — це камерний продукт. Але процес масляної флотації не знайшов широкого застосування у практиці збагачення через значні витрати дорогого масла.

## Історія
Процес масляної флотації було вперше запропоновано В.Хайнсом у Великій Британії в 1860 р. Застосовувався для збагачення сульфідних руд та вугілля. Але в подальшому процес не знайшов широкого застосування в практиці збагачення через значні витрати дорогого масла. Похідними від нього можна вважати масляну ґрануляцію, сферичну (селективну) аґломерацію, різноманітні схеми і способи реалізації яких як спеціальних процесів збагачення тонких класів гідрофобних матеріалів (головним чином вугілля) запропоновано в Японії, США, Канаді, Україні, Індії, Німеччині, Росії, Австралії та ін.